# Diana Varinska
Diana Varinska (née le 22 mars 2001) est une gymnaste artistique ukrainienne.

## Palmarès

### Championnats d'Europe
- Mersin 2020
  -  médaille d'or au concours par équipes[1].

### Jeux européens
- Minsk 2019
  -  médaille de bronze au concours général individuel
  -  médaille de bronze à la poutre